# MiSaMo
MiSaMo (coreano: 미사모?, MisamoMR; giapponese:ミサモ, Hepburn: Misamo, stilizzato in maiuscolo) è la prima subunità del gruppo femminile sudcoreano Twice, formato dalla JYP Entertainment. Il gruppo è composto dalle componenti giapponesi delle Twice, Momo, Sana e Mina. La subunità ha debuttato nel 2023 con l'extended play Masterpiece.

## Nome
Il nome della subunità, MiSaMo, è una parola composta dai nomi dei membri Mina, Sana e Momo. Prima della formazione della subunità, le artiste usavano spesso la sigla "MiSaMo" per riferirsi a se stesse.

## Storia
Nel 2012, Sana e Momo avrebbero dovuto inizialmente debuttare in un gruppo femminile composto da quattro membri in Giappone; tuttavia, la JYP ha sospeso il progetto a causa del deterioramento delle relazioni internazionali tra Corea del Sud e Giappone in seguito alla disputa di Liancourt Rocks. Nel 2015, le componenti hanno partecipato a Sixteen, uno spettacolo di sopravvivenza competitivo di Mnet per decidere la formazione delle Twice.
Nel febbraio 2023, la JYP annunciò che le MiSaMo avrebbero debuttato con un extended play il 26 luglio, con la tracklist che includeva Bouquet, brano originariamente pubblicato come colonna sonora per la fiction Liaison: Children's Heart Clinic, andata in onda su TV Asahi. Prima dell'uscita di Masterpiece, il brano e il video musicale di Marshmallow sono stati pubblicati il 15 giugno. La canzone e il video musicale per il singolo principale, Do Not Touch, sono stati pubblicati il 14 luglio. Il gruppo ha tenuto il suo showcase di debutto, intitolato MiSaMo Japan Showcase "Masterpiece", per cinque giorni ad Osaka e Yokohama, a partire dal 22 luglio. I cinque spettacoli hanno venduto 40.000 biglietti, a fronte di più di 600.000 richieste di biglietti.
Il 13 novembre, le MiSaMo sono apparse nel loro primo spot pubblicitario come gruppo per Google App, introducendo la funzionalità Google Lens. Nel dicembre 2023 hanno partecipato al 74° NHK Kōhaku Uta Gassen, dove si sono esibite con Do Not Touch.
Il 6 novembre 2024, le MiSaMo hanno pubblicato il loro secondo EP Haute Couture e intrapreso un tour in Giappone a supporto dell'EP il 2 novembre. Il primo singolo New Look, una cover della canzone omonima di Namie Amuro del 2008, è stata pubblicato il 9 ottobre con un video musicale di accompagnamento. Il singolo principale, Identity, è stato rilasciato il 28 ottobre insieme a un video musicale.

## Discografia

### EP
| Titolo        | Dettagli | Posizione massima | Posizione massima | Certificazioni        | Vendite         |
| Titolo        | Dettagli | JPN               | JPN Hot           | Certificazioni        | Vendite         |
| ------------- | --- | ----------------- | ----------------- | --------------------- | --------------- |
| Masterpiece   | - Data di pubblicazione: 26 luglio 2023 - Etichetta: Warner Japan - Formati: CD, CD+DVD, download digitale, streaming  | 1                 | 1                 | - JPN: 200,819 (fis.) | - RIAJ: Platino |
| Haute Couture | - Data di pubblicazione: 6 novembre 2024 - Etichetta: Warner Japan - Formati: CD, CD+DVD, download digitale, streaming | 2                 | 2                 | - JPN: 108.864 (fis.) |                 |

### Singoli
| Anno | Titolo                                                                                                   | Posizione massima | Posizione massima | Vendite             | Album         |
| Anno | Titolo                                                                                                   | JPN Hot           | NZL Hot           | Vendite             | Album         |
| ---- | --- | ----------------- | ----------------- | ------------------- | ------------- |
| 2023 | Bouquet                                                                                                  | 32                | —                 |                     | Masterpiece   |
| 2023 | Marshmallow                                                                                              | 57                | —                 |                     | Masterpiece   |
| 2023 | Do Not Touch                                                                                             | 58                | 17                |                     | Masterpiece   |
| 2024 | New Look                                                                                                 | 8                 | —                 | - JPN: 4.297 (dig.) | Haute Couture |
| 2024 | Identity                                                                                                 | 32                | —                 | - JPN: 1.278 (dig.) | Haute Couture |
|      | "—" indica che il singolo non è entrato in quella classifica o non è stato pubblicato in quel territorio |                   |                   |                     |               |

## Videografia

### Video musicali
| Anno | Titolo       | Regista                     | Fonti                |
| ---- | ------------ | --------------------------- | -------------------- |
| 2023 | Marshmallow  | Dongle Shin                 | [ 25 ] [ 26 ] [ 27 ] |
| 2023 | Do Not Touch | Guzza (Kudo)                | [ 28 ] [ 29 ]        |
| 2024 | New Look     | Song Min-gyu (Loveandmoney) | [ 30 ]               |
| 2024 | Identity     | Guzza (Kudo)                | [ 31 ]               |

### Album video
| Titolo                              | Dettagli                                                                                    | Posizioni massime | Posizioni massime | Vendite       |
| Titolo                              | Dettagli                                                                                    | JPN DVD           | JPN Blu-ray       | Vendite       |
| ----------------------------------- | ------------------------------------------------------------------------------------------- | ----------------- | ----------------- | ------------- |
| MiSaMo Japan Showcase "Masterpiece" | - Data di pubblicazione: 20 dicembre 2023 - Etichetta: Warner Japan - Formati: DVD, Blu-ray | 4                 | 6                 | - JPN: 18.478 |

## Tour

### MiSaMo Japan Showcase "Masterpiece"

#### Scaletta
1. Behind the Curtain
2. It's Not Easy for You
3. Rewind You
4. Funny Valentine
5. Marshmallow
6. Do Not Touch

Encore
1. Bouquet
2. Do Not Touch / Behind the Curtain / Rewind You / Funny Valentine / Marshmallow / It's Not Easy for You / Bouquet

#### Date
| Data           | Città    | Luogo        | Spettatori |
| -------------- | -------- | ------------ | ---------- |
| 22 luglio 2023 | Osaka    | Intex Osaka  | 40.000     |
| 23 luglio 2023 | Osaka    | Intex Osaka  | 40.000     |
| 25 luglio 2023 | Yokohama | Pia Arena MM | 40.000     |
| 26 luglio 2023 | Yokohama | Pia Arena MM | 40.000     |
| 27 luglio 2023 | Yokohama | Pia Arena MM | 40.000     |

### MiSaMo Japan Dome Tour 2024 "Haute Couture"

#### Scaletta
1. Do Not Touch
2. Red Diamond
3. It's Not Easy for You
4. Rewind You
5. Marshmallow
6. Bouquet
7. Wah Wah Wah
8. Mirage (Sana solo)
9. Misty (Mina solo)
10. Money in My Pocket (Momo solo)
11. Identity
12. Runway
13. Jealousy
14. Baby, I'm Good
15. Funny Valentine
16. New Look
17. Behind the Curtain

Encore
1. Daydream
2. New Look / Identity / Do Not Touch / Behind the Curtain

#### Date
| Data             | Città      | Luogo          | Spettatori |
| ---------------- | ---------- | -------------- | ---------- |
| 2 novembre 2024  | Tokorozawa | Belluna Dome   | —          |
| 3 novembre 2024  | Tokorozawa | Belluna Dome   | —          |
| 16 novembre 2024 | Osaka      | Stadio Kyocera | —          |
| 17 novembre 2024 | Osaka      | Stadio Kyocera | —          |